# 贵阳市第六中学
26°35′48.5384279″N 106°42′33.706296″E / 26.596816229972°N 106.70936286000°E
贵阳市第六中学创建于1954年，位于贵阳市中华北路238号，毗邻贵州省政府，是一所省级重点完全中学、贵州省首批示范性普通高中。贵阳市第六中学现有48个高中教学班，在校学生2600余人，校园占地面积43176平方米，绿化面积6000平方米，生均面积达15平方米。学校拥有俄式建筑风格的新教学楼、综合楼、图书楼以及现代建筑风格的学生运动场，现有标准教室64间，以及理化生实验室、阶梯教室、形体舞蹈教室、音乐教室、美术教室、科技活动室，舞蹈、音乐排练教室和两个300座多功能会议厅及五个会议室。

## 校训
立德 博学 健身 务实

## 历任校长
- 龙笃溟（1954——1958）
- 穆颖（1958——1961）
- 李成元（1961——1963）支部书记，此期不设校长
- 李积茂（1963——1965）副校长兼支部书记，此期不设校长
- 吕清亭（1965——1969）
- 路浩（1970——1973）革委会主任，此期不设校长
- 姚礼乾（1974——1979年）
- 魏滔（1979——1984年）
- 杨型鑫（1984——1994年）
- 刘伯明（1994——2001年）
- 陈昕（2001年——2009年）
- 刘衍丽（2009年——2010年）（代）
- 傅定芳（2010年——2017年）
- 魏林（2017年——2022年）[2]
- 周静（2022年——至今）[3]

## 相关网站
- 贵阳六中官方首页 （页面存档备份，存于）
- 贵阳六中Facebook主页
- 贵阳六中Twitter主页 （页面存档备份，存于）
- “六中人”人人主页[永久]
- 贵阳六中Google+主页